# Вагнер, Мориц (баскетболист)
Виктор Мориц «Мо» Вагнер (нем. Victor Moritz "Moe" Wagner; род. 26 апреля 1997, Берлин) — германский баскетболист, выступавший за клуб «Орландо Мэджик» на позициях тяжёлого форварда и центрового. На уровне колледжей в 2015—2017 годах играл за «Мичиган Вулверинс». Выставлял свою кандидатуру на драфт НБА 2017 года, однако не нанял агента и в дальнейшем снялся. Был выбран на драфте 2018 года под общим 25-м номером клубом «Вашингтон Уизардс».

## Карьера

### Клубная

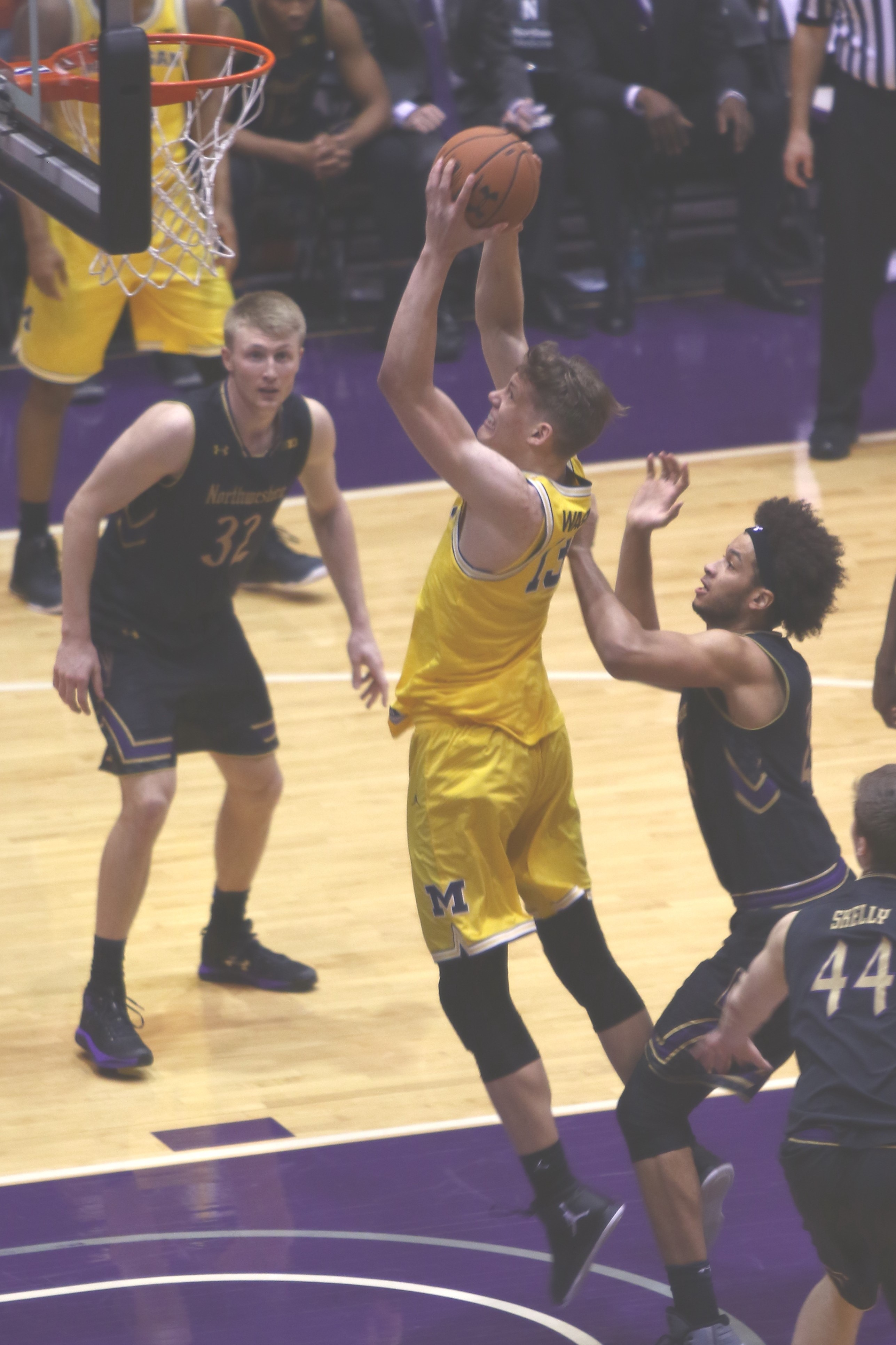
Вагнер набирает очки из-под кольца в матче за Мичиган в сезоне 2016-17

#### «Альба»
В сезоне 2011—12 годов Вагнер начал выступать за молодёжную команду «Альба», которая играла в юношеской Бундеслиге и уже со второго сезона стал основным игроком. В сезоне 2013-14 Вагнер получил возможность попробовать силы в региональной лиге, а также выступал за юношескую команду «Альбы» (U-19), с которой стал чемпионом.
В сезоне 2014-15 годов получил возможность дебютировать в основной сетке Бундеслиге. Дебют состоялся 2 октября 2014 года, в матче против «Гёттингена» набрал шесть очков за 06:15 на паркете. Кроме того, получал некоторое игровое время в Евролиге сезона 2014/15.

#### Колледж
Первый матч уровня колледжей, который Вагнер увидел, был финалом 2013 года в NCAA, в котором Луисвилль победил Мичиган. Он закачал его себе на iPad. Затем Вагнер со своим отцом Акселем посмотрели матч, в котором Мичиган проиграл в финальном раунде 2014 года Кентукки. Особенно его впечатлило выступление клубов уровня колледжей на турнире March Madness. Впервые Вагнер привлек внимание скаутов Мичигана в 2014 году, когда тренер Джон Бейлейн связался с ним по электронной почте. После просмотра игр Вагнера Бейлейн проконсультировался с бывшим игроком «Альбы» Йоханнесом Гербером, который был ему знаком по игре за колледж Западной Вирджинии.
Вагнер объявил о том, что будет выступать за Мичиган в сезоне 2015-16 в апреле 2015 года. По требованиям колледжа игрок отказался от профессиональной карьеры. 16 марта в первом раунде Большой четвёрки турнира NCAA Мичиган победил Талсу со счётом 67-62. После двух блок-шотов в сезоне, Вагнер набрал ещё четыре в игре против Талсы, таким образом набрав восемь. По итогам первого года в колледже Вагнер в среднем проводил на площадке 8,6 минут, набирал 2,9 очка и совершал 1,6 подбора.

#### Лос-Анджелес Лейкерс (2018—2019)
21 июня 2018 года Вагнер был выбран на драфте 2018 года под общим 25-м номером командой «Лос-Анджелес Лейкерс». 1 июля подписал контракт новичка с «Лейкерс». 10 июля в рамках матчей Летней лиги НБА игрок травмировал левое колено и левую лодыжку. В итоге Вагнер пропустил весь тренировочный период из-за травмы.
Первые очки в НБА набрал 2 декабря 2018 года в матче против «Финикс Санз». «Лейкерс» одержали победу со счётом 120-96, а игрок отметился 10 набранными очками.

#### Вашингтон Уизардс (2019—2021)
6 июля 2019 года Вагнер был обменян в «Вашингтон Уизардс» вместе с Айзеком Бонга, Джерми Джонсом и выбором второго раунда драфта 2022 года в рамках сделки с тремя командами, в которой «Лейкерс» приобрели Энтони Дэвиса. 15 ноября, играя против «Миннесоты Тимбервулвз», Вагнер стал первым игроком НБА, набравшим 30 очков и сделавшим 15 подборов и начавшим матч со скамейки запасных, со времен Яо Мина в 2002 году, и первым, кто сделал такие показатели за менее чем 26 сыгранных минут со времен Лена Чаппелла в 1967 году. Вагнер также стал первым игроком НБА, набравшим 30 очков и 15 подборов и реализовавшим 4 трехочковых броска, выходя со скамейки запасных. Он был включен в состав команды восходящих звезд на матч всех звезд НБА 2020 года, где набрал 16 очков за сборную мира.

#### Бостон Селтикс (2021)
25 марта 2021 года Вагнер был обменян в «Бостон Селтикс» в рамках сделки с участием «Чикаго Буллз». 26 марта Вагнер дебютировал за «Селтикс», набрав три очка и пять подборов за 10 минут игры. 16 апреля он был отчислен «Селтикс».

#### Орландо Мэджик (2021—2025)
27 апреля 2021 года Вагнер подписал контракт с «Орландо Мэджик» до конца сезона НБА 2020-21 гг.. 1 мая он набрал 24 очка в своей третьей игре в составе «Мэджик».
«Мэджик» задрафтовали его брата Франца на драфте НБА 29 июля 2021 года и подписали его 3 августа.
Мориц Вагнер переподписал контракт с «Орландо» 23 августа.
22 декабря 2024 года Вагнер в матче против «Майами Хит» получил разрыв передней крестообразной связки левого колена и выбыл из строя до конца сезона.
30 июня 2025 года стало известно, что «Мэджик» не стали использовать опцию команды на 11 миллионов долларов в контракте игрока.

### Международная
Вагнер выступает за молодёжные сборные Германии. На чемпионате Европы 2014 года для юношей не старше 18 лет (дивизион Б) завоевал в составе сборной золотую медаль. На чемпионате Европы для юношей не старше 20 лет 2017 года был лидером команды, в среднем за матч набирал 16,1 очка.

## Статистика

### Статистика в НБА
| Сезон                                                                                    | Команда   | Регулярный сезон | Регулярный сезон | Регулярный сезон | Регулярный сезон | Регулярный сезон | Регулярный сезон | Регулярный сезон | Регулярный сезон | Регулярный сезон | Регулярный сезон | Регулярный сезон | Серия плей-офф | Серия плей-офф | Серия плей-офф | Серия плей-офф | Серия плей-офф | Серия плей-офф | Серия плей-офф | Серия плей-офф | Серия плей-офф | Серия плей-офф | Серия плей-офф |
| Сезон                                                                                    | Команда   | GP               | GS               | MPG              | FG%              | 3P%              | FT%              | RPG              | APG              | SPG              | BPG              | PPG              | GP             | GS             | MPG            | FG%            | 3P%            | FT%            | RPG            | APG            | SPG            | BPG            | PPG            |
| ---------------------------------------------------------------------------------------- | --------- | ---------------- | ---------------- | ---------------- | ---------------- | ---------------- | ---------------- | ---------------- | ---------------- | ---------------- | ---------------- | ---------------- | -------------- | -------------- | -------------- | -------------- | -------------- | -------------- | -------------- | -------------- | -------------- | -------------- | -------------- |
| 2018/19                                                                                  | Лейкерс   | 43               | 5                | 10,4             | 41,5             | 28,6             | 81,1             | 2,0              | 0,6              | 0,3              | 0,3              | 4,8              | Не участвовал  | Не участвовал  | Не участвовал  | Не участвовал  | Не участвовал  | Не участвовал  | Не участвовал  | Не участвовал  | Не участвовал  | Не участвовал  | Не участвовал  |
| 2019/20                                                                                  | Вашингтон | 45               | 5                | 18,6             | 54,5             | 31,3             | 82,1             | 4,9              | 1,2              | 0,6              | 0,4              | 8,7              | Не участвовал  | Не участвовал  | Не участвовал  | Не участвовал  | Не участвовал  | Не участвовал  | Не участвовал  | Не участвовал  | Не участвовал  | Не участвовал  | Не участвовал  |
| 2020/21                                                                                  | Вашингтон | 25               | 13               | 15,0             | 50,8             | 31,0             | 78,8             | 2,9              | 1,3              | 0,9              | 0,3              | 7,1              | Не участвовал  | Не участвовал  | Не участвовал  | Не участвовал  | Не участвовал  | Не участвовал  | Не участвовал  | Не участвовал  | Не участвовал  | Не участвовал  | Не участвовал  |
| 2020/21                                                                                  | Орландо   | 11               | 10               | 26,0             | 40,9             | 37,2             | 87,9             | 4,9              | 1,1              | 0,4              | 0,8              | 11,0             | Не участвовал  | Не участвовал  | Не участвовал  | Не участвовал  | Не участвовал  | Не участвовал  | Не участвовал  | Не участвовал  | Не участвовал  | Не участвовал  | Не участвовал  |
| 2020/21                                                                                  | Бостон    | 9                | 1                | 6,8              | 28,6             | 33,3             | 50,0             | 2,1              | 0,7              | 0,0              | 0,1              | 1,2              | Не участвовал  | Не участвовал  | Не участвовал  | Не участвовал  | Не участвовал  | Не участвовал  | Не участвовал  | Не участвовал  | Не участвовал  | Не участвовал  | Не участвовал  |
| 2021/22                                                                                  | Орландо   | 63               | 3                | 15,2             | 49,7             | 32,8             | 80,6             | 3,7              | 1,4              | 0,3              | 0,2              | 9,0              | Не участвовал  | Не участвовал  | Не участвовал  | Не участвовал  | Не участвовал  | Не участвовал  | Не участвовал  | Не участвовал  | Не участвовал  | Не участвовал  | Не участвовал  |
| 2022/23                                                                                  | Орландо   | 57               | 18               | 19,5             | 50,0             | 31,3             | 84,1             | 4,5              | 1,5              | 0,6              | 0,2              | 10,5             | Не участвовал  | Не участвовал  | Не участвовал  | Не участвовал  | Не участвовал  | Не участвовал  | Не участвовал  | Не участвовал  | Не участвовал  | Не участвовал  | Не участвовал  |
| 2023/24                                                                                  | Орландо   | 80               | 1                | 17,7             | 60,1             | 33,0             | 81,4             | 4,3              | 1,2              | 0,5              | 0,3              | 10,9             | 7              | 0              | 15,0           | 44,4           | 22,2           | 58,8           | 4,4            | 0,3            | 0,9            | 0,4            | 6,3            |
|                                                                                          | Всего     | 333              | 56               | 16,5             | 52,1             | 32,0             | 82,0             | 3,9              | 1,2              | 0,5              | 0,3              | 8,8              | 7              | 0              | 15,0           | 44,4           | 22,2           | 58,8           | 4,4            | 0,3            | 0,9            | 0,4            | 6,3            |
| Наведите курсор мыши на аббревиатуры в заголовке таблицы, чтобы прочесть их расшифровку. |           |                  |                  |                  |                  |                  |                  |                  |                  |                  |                  |                  |                |                |                |                |                |                |                |                |                |                |                |

### Статистика в Джи-Лиге
| Сезон                                                                                    | Команда          | Регулярный сезон | Регулярный сезон | Регулярный сезон | Регулярный сезон | Регулярный сезон | Регулярный сезон | Регулярный сезон | Регулярный сезон | Регулярный сезон | Регулярный сезон | Регулярный сезон | Серия плей-офф | Серия плей-офф | Серия плей-офф | Серия плей-офф | Серия плей-офф | Серия плей-офф | Серия плей-офф | Серия плей-офф | Серия плей-офф | Серия плей-офф | Серия плей-офф |
| Сезон                                                                                    | Команда          | GP               | GS               | MPG              | FG%              | 3P%              | FT%              | RPG              | APG              | SPG              | BPG              | PPG              | GP             | GS             | MPG            | FG%            | 3P%            | FT%            | RPG            | APG            | SPG            | BPG            | PPG            |
| ---------------------------------------------------------------------------------------- | ---------------- | ---------------- | ---------------- | ---------------- | ---------------- | ---------------- | ---------------- | ---------------- | ---------------- | ---------------- | ---------------- | ---------------- | -------------- | -------------- | -------------- | -------------- | -------------- | -------------- | -------------- | -------------- | -------------- | -------------- | -------------- |
| 2018/19                                                                                  | Саут-Бей Лейкерс | 6                | 6                | 27,8             | 48,8             | 32,4             | 50,0             | 5,8              | 2,8              | 0,3              | 0,7              | 16,5             | Не участвовал  | Не участвовал  | Не участвовал  | Не участвовал  | Не участвовал  | Не участвовал  | Не участвовал  | Не участвовал  | Не участвовал  | Не участвовал  | Не участвовал  |
|                                                                                          | Всего            | 6                | 6                | 27,8             | 48,8             | 32,4             | 50,0             | 5,8              | 2,8              | 0,3              | 0,7              | 16,5             | Не участвовал  | Не участвовал  | Не участвовал  | Не участвовал  | Не участвовал  | Не участвовал  | Не участвовал  | Не участвовал  | Не участвовал  | Не участвовал  | Не участвовал  |
| Наведите курсор мыши на аббревиатуры в заголовке таблицы, чтобы прочесть их расшифровку. |                  |                  |                  |                  |                  |                  |                  |                  |                  |                  |                  |                  |                |                |                |                |                |                |                |                |                |                |                |

### Статистика в колледже
| Сезон                                                                                   | Команда | GP  | GS | MPG  | FG%  | 3P%  | FT%  | RPG | APG | SPG | BPG | PPG  |  |
| --------------------------------------------------------------------------------------- | ------- | --- | -- | ---- | ---- | ---- | ---- | --- | --- | --- | --- | ---- |  |
| 2015/16                                                                                 | Мичиган | 30  | 0  | 8,6  | 60,7 | 16,7 | 55,6 | 1,6 | 0,1 | 0,2 | 0,2 | 2,9  |  |
| 2016/17                                                                                 | Мичиган | 38  | 38 | 23,9 | 56,0 | 39,5 | 72,6 | 4,2 | 0,5 | 1,0 | 0,4 | 12,1 |  |
| 2017/18                                                                                 | Мичиган | 39  | 39 | 27,6 | 52,8 | 39,4 | 69,4 | 7,1 | 0,8 | 1,0 | 0,5 | 14,6 |  |
|                                                                                         | Всего   | 107 | 77 | 21,0 | 54,7 | 38,5 | 69,8 | 4,5 | 0,5 | 0,8 | 0,4 | 10,4 |  |
| Наведите курсор мыши на аббревиатуры в заголовке таблицы, чтобы прочесть их расшифровку |         |     |    |      |      |      |      |     |     |     |     |      |  |

### Статистика в других лигах
| Сезон | Команда      | Лига               | GP | GS | MPG  | FG%  | 3P%  | FT%  | RPG | APG | SPG | BPG | PFL | TOV | PPG |
| --- | ------------ | ------------------ | -- | -- | ---- | ---- | ---- | ---- | --- | --- | --- | --- | --- | --- | --- |
| 2014/15 | Все клубы    | Все лиги           | 11 | 4  | 10,9 | 34,0 | 20,0 | 71,4 | 2,7 | 0,7 | 1,1 | 0,5 | 1,5 | 1,7 | 5,2 |
| 2014/15 | Альба (Ю-18) | Турнир в Белграде  | 5  | 4  | 20,4 | 31,1 | 9,1  | 73,1 | 5,4 | 1,6 | 2,0 | 1,2 | 2,6 | 3,0 | 9,6 |
| 2014/15 | Альба        | Чемпионат Германии | 4  | 0  | 3,8  | 60,0 | 50,0 | 50,0 | 0,5 | 0,0 | 0,3 | 0,0 | 0,5 | 0,8 | 2,3 |
| 2014/15 | Альба        | Евролига           | 2  | 0  | 1,5  | -    | -    | -    | 0,5 | 0,0 | 0,5 | 0,0 | 0,5 | 0,5 | 0,0 |
| Всего | Всего        | Всего              | 11 | 4  | 10,9 | 34,0 | 20,0 | 71,4 | 2,7 | 0,7 | 1,1 | 0,5 | 1,5 | 1,7 | 5,2 |
| Наведите курсор мыши на аббревиатуры в заголовке таблицы, чтобы прочесть их расшифровку Статистика приведена с сайта basketball.realgm.com |              |                    |    |    |      |      |      |      |     |     |     |     |     |     |     |

## Достижения

### Сборная Германии
- Чемпион мира: 2023